# Monastère Sainte-Engrâce
Pour les articles homonymes, voir Sainte-Engrâce (homonymie).
Le monastère royal hiéronymite Sainte-Engrâce (Real Monasterio Jerónimo de Santa Engracia) fut un monastère important de la ville de Saragosse, en Espagne. Aujourd'hui ne subsistent que quelques restes de ce puissant monastère, conservés dans la basilique du même nom. 
Construit aux XVe et XVIe siècles dans les styles gothiques et Renaissance plateresques, le monastère fut presque complètement ruiné lors de la guerre d'Indépendance.

## Histoire

### Origines du monastère
Une première communauté chrétienne aurait pris l'habitude de se réunir sur l'emplacement d'un cimetière au sud de la ville romaine qui accueillait les restes dix-huit chrétiens, dont sainte Engrâce, martyrisés en 304, à la suite des persécutions du gouverneur Dacien, sur ordre de l'empereur Dioclétien. 
C'est là qu'est construit au début du IVe siècle un premier sanctuaire sous le vocable de la Vierge des Saintes Masses,. La tradition attribue la fondation d'une première communauté bénédictine à saint Paulin, lors de ses voyages en Espagne, en 392.
C'est au VIIe siècle que le monastère connaît une première période faste, puisque deux évêques importants en sont issus : Jean de Saragosse et Eugène de Tolède. Braule de Saragosse, frère et successeur du premier au siège épiscopal, protégea et enrichit encore le monastère. L'église est alors connue comme la basilique des Dix-Huit Martyrs.
À partir du VIIIe siècle, le monastère joue le rôle de refuge pour la communauté chrétienne de Saragosse, lors la domination arabe. L'église devient le cœur d'un nouveau quartier mozarabe, à l'extérieur des murs de la Saraqusta musulmane. Les catacombes sont à nouveau utilisées et servent de sépulture durant cette période.
Il semble qu'ensuite la communauté perd de son importance et se disperse. Au concile de Jaca, en 1063, l'évêque de Saragosse Paterne cède le monastère et la paroisse de Sainte-Engrâce et des Saintes-Masses à l'évêché de Huesca. À la suite de la prise de la ville par Alphonse Ier le Batailleur, la donation est confirmée en 1121, par bulle du pape Grégoire VII. Les évêques de Huesca prennent alors l'habitude de donner à la tête de l'église un prieur, puis un archidiacre à partir de 1302.

### Premiers agrandissements auXVesiècle

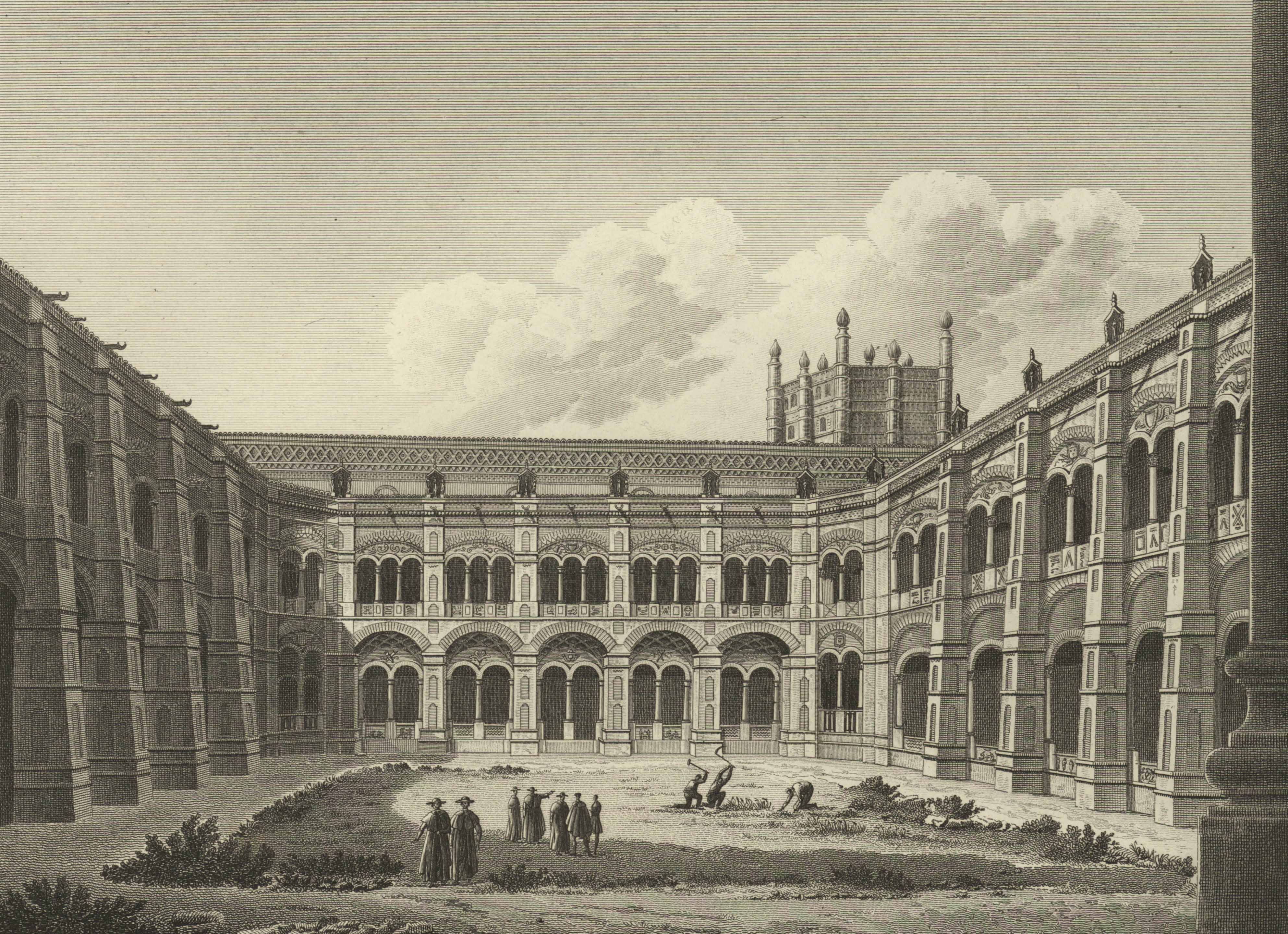
Vue du petit cloître de Sainte-Engrâce (1808).

Grâce à une excavation fortuite, en 1319, les corps de sainte Engrâce et de son oncle, Luperc, sont retrouvés sous deux tumulus de pierres. La dévotion pour la sainte connait alors un renouveau et des travaux sont entrepris dès la fin du XIVe siècle. La nouvelle église, de style gothique, n'est cependant achevée qu'en 1450 par l'archevêque de Saragosse Dalmau de Mur. Il lui est adjoint un cloître – surnommé plus tard le « petit cloître » (claustrillo), à la suite des agrandissements postérieurs.

### Reconstruction et apogée auxXVIesiècleetXVIIesiècle
En 1468, le roi Jean II attribue à la sainte la guérison de ses cataractes. N'ayant pu tenir sa promesse d'établir un monastère hiéronymite à Sainte-Engrâce, il en confie en 1479 le soin par testament à son fils Ferdinand. Le 16 avril 1493, jour de la sainte Engrâce, 25 moines hiéronymites venus du monastère Saint-Jérôme de Cotalba prennent possession du nouveau monastère. Le 6 août, la messe est célébrée devant les rois Catholiques. L'église perd sa fonction paroissiale, mais une chapelle de l'église abbatiale est réservée aux paroissiens.
Les travaux reprennent vers 1496, sous l'impulsion de frère Pedro Coll. Il dirige d'abord la construction du grand cloître et ses dépendances, le réfectoire, la bibliothèque et la tour de l'infirmerie. Ils sont élevés dans le style gothique hispanoflamand typique de la fin du XVe siècle, auquel se surimpose la tradition de l'art mudéjar, typique de l'Aragon médiéval. L'art Renaissance n'est finalement que peu influent, réduit à la simple utilisation d'ornements.
La construction se poursuit au début du XVIe siècle dans une grande unité de style plateresque, avec l'aménagement des chapelles de l'église, du dortoir et des cellules des moines les plus importants. C'est le sculpteur Gil Morlanes l'Ancien qui dirige à partir de 1512 la construction de la majestueuse façade-retable, puis, à sa mort en 1515, son fils Gil Morlanes le Jeune, dans le style de la Renaissance plateresque. En 1518, lorsque Charles Quint vient à Saragosse afin de jurer les fueros d'Aragon, les travaux semblent achevés. Le monastère connait alors son apogée. La bibliothèque contient au XVIe siècle, d'après Jerónimo Zurita, pas moins de 2 000 livres.
Une esquisse pour le dôme de l'église, a été réalisée vers 1760 par Francisco Bayeu. Cette L'Assomption de la Vierge est aujourd'hui conservée au Musée du Prado à Madrid

### Destruction et reconstruction auxXIXesiècleetXXesiècle

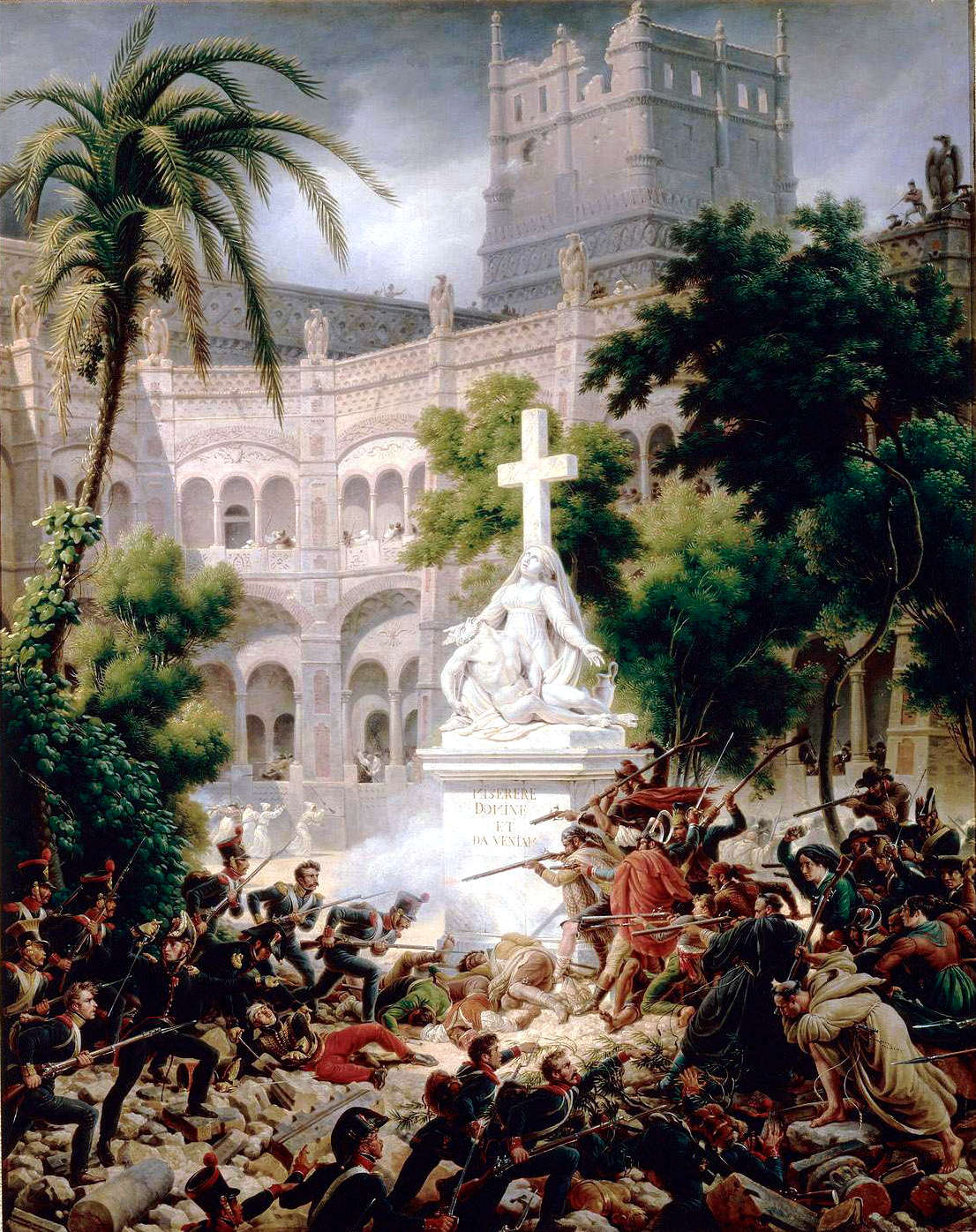
Episode du siège de Saragosse : assaut du monastère de Santa Engracia, le 8 février 1809 (Louis-François Lejeune, 1827).

Le bâtiment souffre cependant des combats acharnés, lors du premier siège de Saragosse par l'armée française. Les principaux édifices sont irrémédiablement détruits par l'explosion d'une mine dans la nuit du 13 au 14 août 1808, à la suite du départ des troupes napoléoniennes, dirigées par le général Lefèvre.

## Architecture

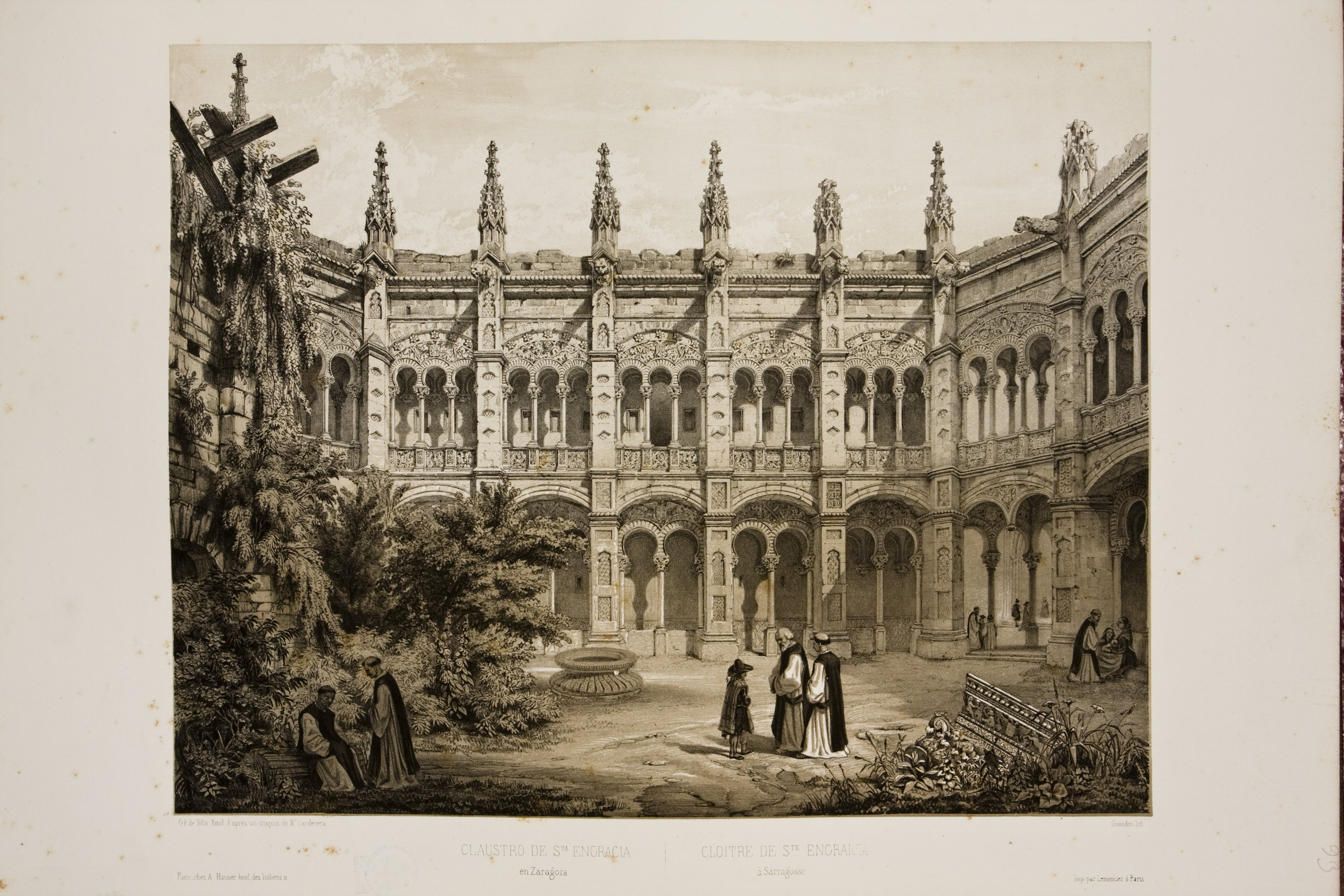
Vue du grand cloître de Sainte-Engrâce (Jenaro Pérez Villaamil et Alfred Guesdon, 1842).

### Source
- (es) Cet article est partiellement ou en totalité issu de l’article de Wikipédia en espagnol intitulé « Real Monasterio de Santa Engracia » (voir la liste des auteurs).